# روش‌های ساختاردهی مسئله
روش‌های ساختاردهی مسئله (به انگلیسی: Problem structuring methods؛ به اختصار PSMs) گروهی از تکنیک‌ها هستند که برای مدل‌سازی یا ترسیم ماهیت یا ساختار یک موقعیت یا وضعیتی که برخی افراد می‌خواهند آن را تغییر دهند، استفاده می‌شوند. PSMها معمولاً با همکاری گروهی از افراد (و نه توسط یک فرد به تنهایی) برای ایجاد اجماع در مورد آنچه که باید تغییر کند یا حداقل برای تسهیل مذاکرات در مورد آن، استفاده می‌شوند. برخی از PSMهای پرکاربرد عبارتند از:
- روش‌شناسی سامانهٔ نرم[۴]
- رویکرد انتخاب استراتژیک[۵]
- توسعه و تحلیل گزینه‌های استراتژیک (SODA)[۶]

برخلاف برخی از روش‌های حل مسئله که در آنها فرض می‌شود تمام موضوع‌ها، محدودیت‌ها و اهداف مرتبطی که مسئله را تشکیل می‌دهند، از قبل تعریف شده‌اند یا غیرقابل بحث هستند، در PSMها فرض می‌شود که هیچ بازنمایی غیرقابل بحثی از آنچه مسئله را تشکیل می‌دهد، وجود ندارد.
PSMها عمدتاً در رابطه با گروه‌هایی از افراد استفاده می‌شوند، اما PSMها بر مربیگری و مشاوره افراد نیز تأثیر گذاشته‌اند.